# Treffen am Ossiacher See
Treffen am Ossiacher See (in sloveno Trebinje) è un comune austriaco di 4 360 abitanti nel distretto di Villach-Land, in Carinzia; ha lo status di comune mercato (Marktgemeinde). Nel 1898 ha ceduto le località di Hinterbuchholz e Sauerwald al comune di Arriach.

## Geografia antropica

### Suddivisioni amministrative
Il territorio comprende 25 località:
- Annenheim (752)
- Äußere Einöde (179)
- Buchholz (111)
- Deutschberg (65)
- Eichholz (10)
- Görtschach (107)
- Innere Einöde (28)
- Kanzelhöhe (31)
- Köttwein (391)
- Kras (104)
- Lötschenberg (30)
- Niederdorf (134)
- Oberdorf (40)
- Ossiachberg (27)
- Pölling (24)
- Retzen (11)
- Sattendorf (273)
- Schloss Treffen (39)
- Seespitz (278)
- Stöcklweingarten (379)
- Töbring (350)
- Treffen (832)
- Tschlein (0)
- Verditz (217)
- Winklern (207)